# Bitva u Pavie
Bitva u Pavie se odehrála 24. února 1525, šlo o jednu z bitev italských válek, ve kterých bojovala Habsburská monarchie proti Francii o nadvládu nad rozdrobenými italskými provinciemi. V této bitvě se proti sobě postavili Karel V. a František I. Karel v této době mohl počítat s podporou Svaté říše římské a jednotlivých španělských království, které sjednotil do Španělské říše. Karel nejenže v této bitvě vyhrál, ale podařilo se mu zajmout francouzského krále, který musel podepsat „madridskou dohodu“ a vzdát se mnohých území.

## Před bitvou
Francie na počátku 16. století ovládala Lombardii, nicméně roku 1522, po neúspěšné bitvě u Bicocca, kde byla poražena císařskou armádou, se musela stáhnout. Jako reakci na tuto bitvu poručil roku 1523 francouzský král František I. svým vojskům provedení invaze zpět do Lombardie. Tato Františkova snaha byla zmařena císařskými v bitvě u Sesie.
Těchto několik porážek využil velitel císařské armády Karel de Lannoy a vyslal část armády na Provence. Na druhé straně František využil zaměstnanosti císařské armády, která dobývala Marseille a poslal část armády naproti císařským do Avignonu. Sám překročil Alpy a začal postupovat na Milán. František Milán dobyl s 33 000 muži a de Lannoy 26. října 1524 usoudil, že se se svojí armádou, čítající 16 000 mužů, stáhne k městu Lodi. František, poté co dosadil svého milánského místodržícího Ludvíka II. de la Tremoile, se rozhodl, že napadne Pavii, kterou v tu dobu držel císařský generál Antonio de Leyva s 9 000 muži. Toto počínání mu ale neschvalovali zkušení velitelé, kteří doporučovali napadnout stahujícího se de Lannoye.
Většina z francouzské armády dorazila k Pavii na konci října a 2. listopadu již vojáci dokončovali obklíčení města. Obránci města se postupně dostali do takové nouze, že museli být placeni z roztaveného kostelního vybavení. Soustavným ostřelováním se Františkovi podařilo prorazit zdi na několika místech, ale při útoku 21. listopadu se musel stáhnout s velkými ztrátami a proto se rozhodli obránce vyhladovět.

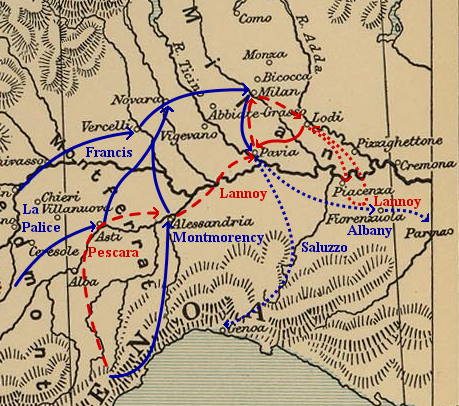
Pohyb armád kolem Pavie mezi lety 1524–1525. Červeně španělsko-císařská armáda a modře francouzská armáda

Na počátku prosince se španělsko-císařská armáda pod vedením Huga de Moncada vylodila u Janova, aby pomohla v konfliktu, který zde probíhal mezi dvěma skupinami, jedněmi, kteří podporovali Habsburky a druhými, kteří podporovali Francouze. Španělé se museli vzdát, když byli odříznuti od námořní podpory a postaveni přesile Francouzů vyslaných Františkem. Poté František podepsal tajnou dohodu s papežem Klementem VII., v které se zavázal, že mu pomůže dobýt Neapol a papež nebude pomáhat Karlovi V. František, opět zkušeným velitelům navzdory, vyslal část své armády na jih papeži na pomoc. Tuto výpravu se snažil de Lannoy odříznout od cíle u Fiorenzuly, ale utrpěl těžké ztráty způsobené nechvalně proslulými žoldnéřskými Bande Nere pod vedením Giovanniho de’ Medici a musel se stáhnout zpět k Lodi. De’ Medici se střelným prachem a lidmi poté pokračoval k Pavii podpořit Františka. Na druhé straně bylo francouzské vojsko oslabeno o 5 000 žoldnéřů ze Švýcarska, kteří se museli vrátit do Graubünden a pomoct proti jiným loupeživým žoldnéřům.
De Lannoy byl také podpořen 15 000 lancknechty pod vedením Georga Frundsberga a mohl zahájit útok. Fernando Francesco d’Avalos odřízl komunikaci mezi Pavií a Milánem, když obsadil francouzskou pevnost v Sant’Angelu. Mezitím oddělené útvary lancknechtů postupovaly na Bolgiojoso, které, i přes jisté potíže, které jim připravil de’ Medici, dobyly . K 2. únoru byl de Lannoy vzdálen několik kilometrů od Pavie. František přesunul většinu své armády do ležení mezi Pavii a postupující armádu, dobře opevněné pevnosti Mirabella a okolní obory. Bitvy Francouzů a obránců Pavie probíhaly téměř celý únor. De’ Medici byl zraněn a musel se stáhnout do Piacenza. František musel povolat většinu obránců Milána k doplnění vlastních řad, nicméně ani s touto podporou nedosáhl větších úspěchů. 21. února se císařští velitelé rozhodli, vzhledem k tomu, že jim docházely zásoby a chybně si mysleli, že nepřátel je mnohem víc, podniknout útok, který jim zachová tvář a demoralizuje francouzskou morálku, aby je nepronásledovali při ústupu do bezpečí.

## V den bitvy

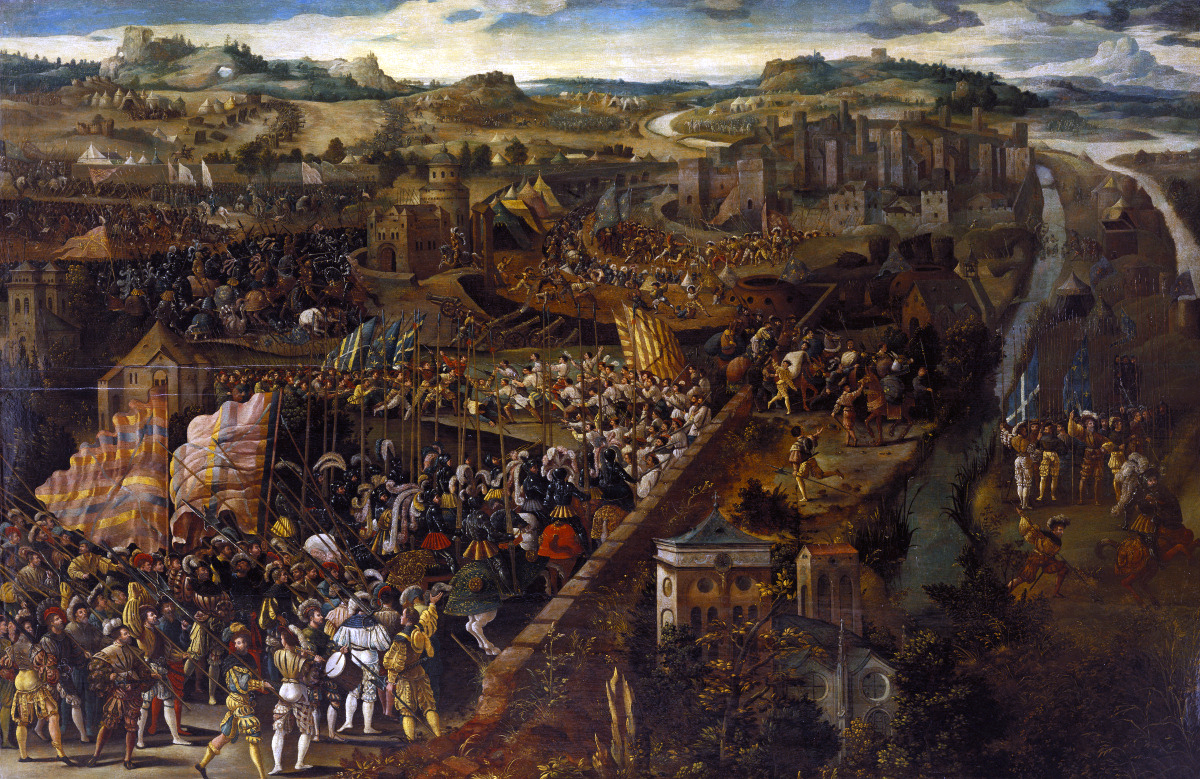
Bitva u Pavie podle neznámého vlámského malíře

### Přesun ve tmě
Brzo ráno 23. února se začaly císařské jednotky, usazené u východní zdi francouzského opevnění, přesouvat na sever a ve stejné chvíli začalo císařské dělostřelectvo pálit na francouzské pozice, aby odvedlo pozornost. Mezitím začali císařští technici pracovat na otevření zdi obory nedaleko vesnice San Genesio, aby tudy mohly císařské armády projít. Okolo páté hodiny ranní kolem 3 000 arkebuzerů pod vedením Fernanda Francesca d’Avalos začalo postupovat přímo k pevnosti Mirabella, protože předpokládali, že zde bude francouzské velitelství. Císařská lehká jízda se rozutekla po oboře, aby zabránila Francouzům v protiakci.
Mezitím francouzská jízda pod Charlesem Tiercelinem se střetla s císařskou. Robert de la Marck se s švýcarskými pikenýry začal přesouvat na pomoc Tiercelinemu a zneškodnil španělskou baterii, která se dostala do obory. Ale propásl De Vastovy arkebuzery, kteří se dostali v půl sedmé ráno k pevnosti a rychle ji získali, a padl na silnější armádu čítající 6 000 lancknechtů pod Frundsbergem. Okolo sedmé probíhaly největší střety nedaleko od původní trhliny.

### Františkův protiútok
V této době již třetí část armády, těžké císařské jezdectvo pod vedením samotného de Lannoye a španělská pěchota pod d’Avalosem, postupovaly lesem ze západu k místu, kde ležel František. Zprvu Francouzi tuto akci nezaznamenali, ale později francouzské dělostřelectvo uvidělo d’Avalosovy jednotky a začalo se střelbou na španělské pozice, což varovalo Františka, který okamžité vyslal veškeré francouzské gendarmes, naproti početně slabší císařsko-španělské armádě, kterou Francouzi rozprášili. František sice náhle získal velkou převahu, ale také byl přinucen se vzdálit od velké části své pěchoty pod vedením Richarda de la Pole a Františka Lotrinského, která měla sílu okolo 5 000 mužů.
De Lannoy se stáhl se svoji jízdou a d’Avalos zůstal ve vedení. D’Avalos seskupil své jednotky do rohu lesa a vyslal posly Bourbonovi, Frundsbergovi, a De Vastovi o pomoc. Mezitím Frundsberg na hlavu porazil početně slabší švýcarské jednotky. Jejich velitelé, Tiercelin a Flourance, již nebyli schopni je sehnat dohromady. Francouzi začali vyklízet pozice.

### Zakončení
V 8.00 již císařští kopiníci a arkebuzíři doráželi na francouzskou jízdu ze všech stran. Jízda, která byla zbavena možnosti manévrovat okolními lesy, byla obklíčena a systematicky zabíjena. Lotrinský a Suffolk postupovali Františkovi na pomoc, ale střetli se s Frundsbergovými lancknechty a byli na místě pobiti. František bojoval, ale když byl pod ním zabit jeho kůň a byl obklopen císařskými arkebuzery, byl nucen se vzdát. Dnes již není přesně jisté kdo ho do zajetí vzal, některé zdroje říkají, že to byl Alonso Pita da Veiga, jiné, že sám de Lannoy.
Mezitím obránci pod Antoniem de Leyva porazili kolem 3 000 švýcarských žoldnéřů pod Montmorencym, kteří byli na obléhacích stanovištích. Zbylí Švýcaři se snažili uprchnout přes řeku, ale utrpěli těžké ztráty. Teprve v tuto chvíli si velitel francouzské zálohy, vévoda z Alençonu, uvědomil, co se vlastně stalo a okamžitě dal povel k ústupu k Milánu. V 9.00 ráno byla bitva dobojována